# الله‌وردی باقروف
الله‌وردی باقروف (انگلیسی: Allahverdi Bagirov; ۲۲ آوریل ۱۹۴۶ – ۱۴ ژوئن ۱۹۹۲) افسر آذربایجانی، رئیس اسبق شعبه جبهه خلق آذربایجان در آق‌دام و سرمربی باشگاه فوتبال قره‌باغ بود، که در جنگ قره‌باغ کشته شد. او قهرمان ملی این کشور است.

## اوایل زندگی
الله‌وردی باقروف ۲۲ آوریل سال ۱۹۴۶ در شهرستان آق‌دام در بخش قره‌باغ کوهستانی آذربایجان شوروی به دنیا آمد. او که ۷ خواهر بزرگ‌تر داشت، ته‌تغاری خانواده بود. الله‌وردی باقروف بعد از پشت سر گذاشتن آموزش متوسطه خود در مدرسه‌ای در آق‌دام، به عنوان سرمربی در باشگاه فوتبال قره‌باغ فعالیت‌های شغلی خود را آغاز نمود.

## کارنامه فوتبال
الله‌وردی باقروف از همان عنفوان کودکی‌اش علاقه شدیدی به دو و میدانی و والیبال داشت و مشفول به تمرین کردن در این دو رشته ورزشی بود. وی نقش مهمی در پیروزی باشگاه آق‌دام در مسابقات مختلف ورزشی بین‌منطقه‌ای در سال‌های دانش‌آموزی‌اش و بعد از آن از خود نشان داد. در سال ۱۹۷۰، به عنوان کاپیتان دیدار تیم‌های فوتبال آقدام و جبراییل که در چارچوب «جام سنبل طلایی» در شهرستان فضولی صورت گرفت، حضور یافت.
در سال ۱۹۷۶، به سرمربی‌گری باشگاه فوتبال قره‌باغ انتخاب شد که در همان سال تیم آذربایجان به واسطه بازی مؤثر او در «مسابقه وحدت جهان» جایگاه چهارم را ازان خود کرد. وی در سال ۱۹۹۱ در دیداری بین بازیکنان فوتبال حرفه ای تیم‌های «قره‌باغ» و نفتچی بازی کرد. در این بازی که به تساوی ۱ بر ۱ به پایان رسید، تنها گل باشگاه آق‌دام را الله‌وردی باقروف به ثمر رساند.

## کارنامه نظامی
در سال ۱۹۸۸، همزمان با شروع ادعاهای ارضی ارمنستان نسبت به قره‌باغ کوهستانی آذربایجان، الله‌وردی باقروف برای دفاع از این منطقه به‌طور داوطلبانه اقدام به ثبت نام در ارتش آذربایجان کرد. در سال ۱۹۹۰، الله‌وردی گردان خود را دایر کرد و به هنگام تبادل گروگان‌ها، تعداد کثیری از مردم غیرنظامی خواجه‌لی را از اسارت نجات داد.

## جن‍گ قره‌باغ
الله‌وردی باقروف به‌وسیله کمک‌های مالی مردم آق‌دام و پول‌های خودش از گروه‌های بسیج مردمی ایجاد شده در روستاهای قره‌باغ حمایت مالی می‌نمود. او در تمامی نبردهایی که در آق‌دام رخ داد، شرکت داشت. در خلال جنگ به ریاست شعبه جبهه خلق آذربایجان در آق‌دام گماشته شد. پرچم جمهوری مستقل آذربایجان را برای اولین بار الله‌وردی باقروف در آق‌دام به اهتزاز درآورد.
در سال ۱۹۸۸، هنگامی که پست‌های نگهبانی بین آسکران و آق‌دام در فقدان اطلاع دولت در حال ایجاد شدن بودند، «الدار باقروف»، برادر الله‌وردی، اولین کسی بود، که بعد از تکمیل ساخت تمامی پستها میان مناطق آذربایجانی نشین و ارمنینشین، داوطلبانه روانه آنجا شد. واحدهای نظامی نیروهای مسلح جمهوری آذربایجان در آق‌دام تحت فرماندهی الله‌وردی و برادرش در اول اکتبر ۱۹۹۱ ایجاد شدند. الدر باقروف مسئولیت پادگان نیروی بسیج مردمی منطقه آق‌دام را به عهده داشت. واحد نظامی ۷۶۰ بسیج مردمی به «پسران میهن» معروف بود. در همان سال بود، که «الدار باقروف» هنگام بازگشت از جلسه شورای عالی در باکو، به طرز مشکوکی در مقابل خانه خود به قتل رسید.
در ژانویه سال ۱۹۹۲، کلیه نیروها و جنگ‌افزارهای ارتش ارمنستان در دهکده نخجوانلی توسط یگان‌های نظامی آذربایجان که تحت امر الله‌وردی باقروف بودند، منهدم شدند. این فرمانده سپس همراه با ۱۵۰ نظامی تا دژ آسکران پیشروی کرده و تمامی ارتفاعات روستای «پیرجمال» را بازپس‌گرفته و در روستای «کتوک» مستقر شدند. آن‌ها این عملیات را فقط ظرف دو ساعت انجام دادند و پرچم ارمنستان را پایین کشیده و پرچم آذربایجان را در آن مناطق برافراشتند. در پاس همین عملیات از الله‌وردی باقروف با اعطاء نشان «ژنرال محمد اسدوف» تقدیر به عمل آمد.

## مرگ
الله‌وردی باقروف در سال ۱۹۹۲، هنگامی که برای یک کار فوری به آق‌دام فراخوانده شده بود، به همراه راننده اش بر اثر برخورد خودرویشان با مین ضد تانک کشته شدند. بعد از مرگش به الله‌وردی باقروف نشان قهرمان ملی جمهوری آذربایجان اهدا گردید. جنازهاش در ۱۴ ژوئن ۱۹۹۲، در کنار قبر برادرش، الدار باقروف، در گورستان آق‌دام به خاک سپرده شد.

## خانواده
الله‌وردی باقروف متأهل و دارای دو دختر بود.

## نشان
بر اساس فرمان شماره ۴۷۶ رئیس‌جمهور آذربایجان به تاریخ ۲۴ فوریه سال ۱۹۹۳، پس از مرگش به الله‌وردی باقروف فرزند تیمور نشان قهرمان ملی این کشور اعطاء گردید. متعاقباً، بنابه دستور حیدر علی‌اف، رئیس‌جمهوری وقت آذربایجان به وی مدال ستاره طلایی اهدا شد.